# Isingrim (Admont)
Isingrim OSB, auch Ysingrim (* vor 1050; † 8. Juni 1090 in Admont) war ein salzburgischer römisch-katholischer Geistlicher und von 1075 bis 1090 1. Abt der Benediktinerabtei St. Blasius zu Admont.
Als primus abbas Isengrimus ex monasterio Salisburgo, als ersten Abt der von ihm 1074 gegründeten Benediktinerabtei St. Blasius zu Admont, bestellte Gebhard, Erzbischof von Salzburg, den aus dem Stift Sankt Peter in Salzburg stammenden Isingrim. Schon in den ersten Jahren seines Abbatiats geriet das Stift Admont in die Wirren des Investiturstreits, indem der von Heinrich IV. als Gegenerzbischof zu Gebhard eingesetzte Berthold von Moosburg die „Stiftskirche ihres Schmuckes beraubte und unseren Ort selbst fast zur Wüstenei machte“ (Pertholdus multa nostre ecclesie ornamenta diripuit, ipsum vero locum nostrum fere ad solitudinem redegit).
Bestattet wurde Isingrim in der Vorhalle der Stiftskirche Admont.